# Miomir Žužul
Miomir Žužul (ur. 19 czerwca 1955 w Splicie) – chorwacki polityk, psycholog, nauczyciel akademicki i dyplomata, parlamentarzysta, w latach 2003–2005 minister spraw zagranicznych.

## Życiorys
W 1978 ukończył psychologię kliniczną na Uniwersytecie w Zagrzebiu. Na tej samej uczelni uzyskiwał magisterium z psychologii społecznej (1983) i doktorat z psychologii (1987). Został nauczycielem akademickim na Uniwersytecie w Zagrzebiu, w 1990 objął stanowisko profesorskie. Na początku lat 90. pełnił funkcję prodziekana jednego z wydziałów. Był też kierownikiem katedry psychologii dziecięcej. Wykładał również m.in. na Uniwersytecie Pittsburskim i w Woodrow Wilson School of Public and International Affairs.
Był ochotnikiem podczas wojny w Chorwacji. W latach 1992–1993 zajmował stanowisko wiceministra spraw zagranicznych. Był też doradcą prezydenta Chorwacji do spraw bezpieczeństwa narodowego i przewodniczącym komisji do spraw polityki zagranicznej w ramach rady prezydenckiej. W latach 1993–1996 sprawował urząd stałego przedstawiciela Chorwacji przy ONZ w Genewie. W 1995 wchodził w skład chorwackiej delegacji podczas rozmów pokojowych w Dayton. Od 1996 do 2000 pełnił funkcję ambasadora Chorwacji w Stanach Zjednoczonych.
W 2003 z ramienia Chorwackiej Wspólnoty Demokratycznej został wybrany do Zgromadzenia Chorwackiego. W grudniu tegoż roku objął urząd ministra spraw wewnętrznych w rządzie Iva Sanadera, sprawował go do lutego 2005. Powrócił następnie do wykonywania mandatu poselskiego, w parlamencie zasiadał do 2008.
Współtworzył i przez kilka lat był prezydentem prywatnego uniwersytetu w Dubrowniku. Przewodniczył radzie nadzorczej linii lotniczych Croatia Airlines. Dołączył do firmy prawniczej Arnold & Porter jako starszy doradca do spraw polityki międzynarodowej.

## Odznaczenia
- Order Księcia Branimira (1995)[5]